# Уайтсанд
Уайтсанд (англ. Whitesand Bay) — бухта с песчаным пляжем недалеко от Лендс-Энд на западе полуострова Корнуолл, Англия, Великобритания. Простирается почти на 2 километра между мысами Педн-Мэн-Ди и Эр, на её берегу находиться деревня Сеннен-Ков.

## История
Англичане высадились здесь в начале второго Корнуолльского восстания в 1497 году.

## Природа
Вдоль западной части залива проходит крупная песчаная дюна площадью около 38 гектаров.
В песке обитают клопы — земляные щитники (Geotomus punctulatus) и другие редкие виды.